# Biserica „Acoperământul Maicii Domnului” (a Ruxandei) din Rașcov
Biserica „Acoperământul Maicii Domnului” (a Ruxandei) este o biserică amplasată în Rașcov, Unitățile Administrativ-Teritoriale din Stînga Nistrului, Republica Moldova. Este un monument arhitectural de importanță națională inclus în Registrul monumentelor Republicii Moldova ocrotite de stat cu nr. 285 (raionul Camenca). Datează din mijl. sec. XVII.